# Тонкінська резолюція
Тонкі́нська резолю́ція  — резолюція ухвалена 7 серпня 1964 року Конгресом США, що надавала президенту Ліндону Джонсону широкі повноваження у застосуванні військової сили для припинення постійних нападів північно-в'єтнамських загонів на американські війська в Індокитаї. Резолюція, котра фактично означала оголошення війни Північному В'єтнаму, була підтримана Палатою представників голосами 414-0 і Сенатом — 88-2. Її дію було припинено 13 січня 1971 року.

## Історія
Тонкінська резолюція - прийнята 7 серпня 1964 року Конгресом США резолюція, що дала правові підстави для участі Сполучених Штатів Америки у В'єтнамській війні. На думку істориків та журналістів ця резолюція мала трагічні для В'єтнаму і США наслідки, оскільки спровокувала черговий виток воєнного протистояння та кровопролиття у В'єтнамі, і в усьому Індокитаї в цілому. 
Приводом для прийняття цієї резолюції слугувало кілька "Тонкінських інцидентів" в однойменній затоці біля берегів В'єтнаму. Згідно з офіційним тлумаченням адміністрації президента Ліндона Джонсона, кілька американських есмінців були атаковані в Тонкінсткій затоці кількома катерами північнов'єтнамської берегової охорони. Через те, що атака сталася в нейтральних водах, вона викликала величезне обурення серед американської еліти. Це проявилося тим, що так звану Тонкінську резолюцію у Сенаті США підтримало 88 сенаторів (майже одноголосно). Проти виступило лише 2 сенатори: Морзі та Ґрюнінґ. В палаті представників Конгресу США цю резолюцію взагалі підтримали одноголосно - всі 416 присутніх конгресменів. 10 серпня 1964 року 36-й президент США Ліндон Джонсон підписав Тонкінську резолюцію, після чого вона набула чинності. 
На думку багатьох істориків Тонкінська резолюція була легітимною в рамках правової системи США, однак перечила міжнародному праву. З іншого боку існував Договір колективної безпеки країн Південно-Східної Азії, у якому США виступали гарантами безпеки окремих його учасників (Південний В'єтнам, Таїланд, Малайзія та Сінгапур). До того, ж уряди саме цих країн просили адміністрацію США втрутитися в протистояння і залагодити багаторічний конфлікт. США без оголошення війни розпочали атакувати Північний В'єтнам з повітря і моря. Єдиними документами, які давали правові підстави здійснювати фактичну агресію - це Тонкінська резолюція та Договір між країнами Південно-Східної Азії про безпеку (так званий "Азійським НАТО"). 
Тонкінська резолюція була скасована Сенатом США в червні 1970 року. Приводом для скасування цієї резолюції стали масові протести американців через вторгнення американських та південнов'єтнамських військ у Камбоджу в квітні 1970 року. Незважаючи на її скасування, президент США Річард Ніксон відмовився припинити війну у В'єтнамі, та вивести американській війна з регіону. Вторгнення в Камбоджу стало найкривавішим етапом В'єтнамської війни, і принесло чергове протистояння у Південно-Східній Азії та підірвало міжнародний авторитет США.

## Міжнародна критика
З перших днів прийняття Тонкінської резолюції американська адміністрація була піддана нищівній критиці з боку міжнародної спільноти: проти неї виступали як міжнародні організації (Freedom House) так і уряди цілих країн (не лише СРСР з його політичними сателітами, але й ряд демократичних країн: Швеція, Данія, Австрія, Ватикан та ін.). Міжнародна екологічна ліга назвала Тонкінську резолюцію документальним підтвердженням так званого "екоциду" - навмисної шкоди довкіллю у військово-політичних цілях.